# Assassinatos de Hall-Mills

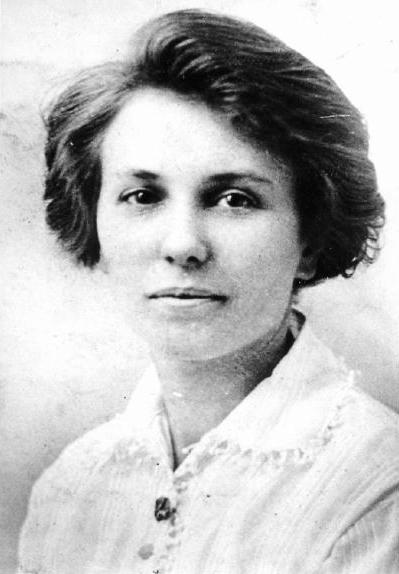
Eleanor Reinhardt Mills (1888-1922), era mulher de James Mills, uma das vítimas assassinadas.

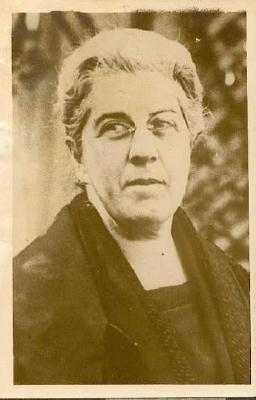
Frances Noel Stevens Hall (1874-1942), viúva de Edward Wheeler Hall e suspeita do crime.

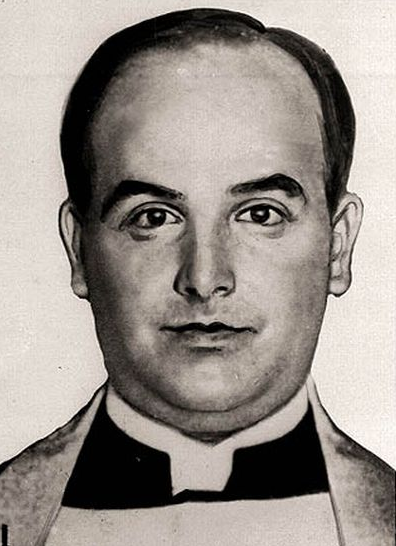
Edward Wheeler Hall.

Os Assassinatatos de Hall-Mills, ou  Hall-Mills murder case, em inglês,  envolveram um padre da Igreja Episcopal e um membro do seu coro com quem ele estava tendo um caso; ambos foram mortos em 14 de setembro de  1922, em New Brunswick, New Jersey. Os suspeitos dos crimes, a esposa do padre e seus irmãos, foram absolvidos em um julgamento de 1926. O caso é amplamente lembrado na história do jornalismo devido a grande cobertura na mídia de Nova Iorque, tendo sido suplantado apenas pelo julgamento do sequestro do bebê Lindbergh em 1930.

## Descoberta dos corpos
Em 16 de setembro de 1922, os dois corpos foram descobertos; os dois haviam sido mortos com disparos de uma pistola de calibre .32, no homem uma vez e na mulher três vezes. A bala entrou a cabeça do homem sobre a sua orelha direita e saiu pela nuca. A mulher foi atingida sob o olho direito, sobre a têmpora direita e na orelha direita. Um policial no local notou que a garganta da mulher tinha sido cortada e que havia larvas na ferida, indicando que a morte ocorreu pelo menos vinte e quatro horas antes. Os corpos pareciam ter sido posicionados lado a lado após a morte. Ambos tinham os pés apontando em direção à uma árvore Malus. O homem tinha um chapéu cobrindo seu rosto e seu cartão telefônico foi colocado aos seus pés. Cartas de amor rasgadas foram colocadas entre os corpos.
Confusão inicial foi criada porque a cena do crime estava perto da fronteira do Condado de Middlesex e do Condado de Somerset. A poícia de New Brunswick (Middlesex County) chegou primeiro, mas a cena do crime era, na verdade, em Franklin Township, Condado de Somerset. Curiosos haviam pisado a cena e levaram objetos do local como souvenirs enquanto o caso era investigado. As evidências foram severamente comprometidas, incluindo o cartão telefônico de Halls que havia sido passado pelas pessoas na multidão.
A mulher foi identificada como Eleanor Reinhardt Mills (nascida em 1888), esposa de James E. Mills (1878-1965). Ela usava um vestido azul com bolinhas vermelhas, meias de seda preta e sapatos marrons; usava ainda um chapéu de veludo azul que estava no chão perto de seu corpo, e seu lenço de seda marrom estava enrolada em torno de sua garganta. O braço dela possuía uma contusão e havia um pequeno corte no lábio. Sua mão esquerda havia sido posicionada, após a morte, para tocar na coxa direita do homem. Uma autópsia quatro anos mais tarde mostrou que a língua havia sido cortada.
O homem foi identificado como Edward Wheeler Hall (nascido em 1881), um padre episcopal de New Brunswick. Ele foi encontrado com o braço direito posicionado, após a morte, tocando o pescoço da mulher. Seu chapéu cobria o rosto, que escondia o ferimento à bala na cabeça. Ele usava um par de óculos. Havia um pequeno hematoma na ponta da orelha e escoriações foram encontradas em seu dedo mínimo esquerdo e no dedo indicador direito. Uma ferida foi encontrada cinco polegadas (127 mm) abaixo de seu joelho na panturrilha da perna direita. O relógio estava faltando e não havia moedas no bolso.

## Investigação

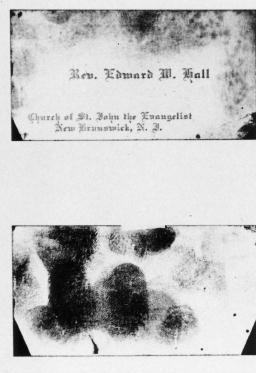
Um cartão de visita do reverendo Edward Wheeler Hall foi encontrado na cena do crime dos assassinatos Hall-Mills em 1922.

Os suspeitos eram esposa de Hall, Frances Noel Stevens (1874–1942) e seus dois irmãos, Henry Hewgill Stevens (1869–1939) e William "Willie" Carpender Stevens (1872–1942). A investigação original de 1922 de Joseph E. Stricker (? –1926) não resultou em nenhum indiciamento.As contínuas especulações do jornal New York Daily Mirror, alimentado por comentários feitos por um homem associado a uma das governantas da sra. Hall levou o então governador de Nova Jersey, A. Harry Moore, pedir uma segunda investigação e um julgamento em 1926. Desta vez, Henry de la Bruyere Carpender, um primo dos irmãos, também foi nomeado como suspeito, mas foi liberado antes do julgamento.

## Julgamento
O julgamento começou em 3 de novembro de 1926, em Somerville, New Jersey, com Charles W. Parker como juiz presidente. Durou cerca de 30 dias. Ele ganhou atenção nacional enorme nos jornais e na rádio, em grande parte por causa do status social das famílias Stevens e Carpender. O acusador Público foi Alexander Simpson, e o advogado para a defesa era Robert H. McCarter, um ex-procurador geral do estado.
Testemunha-chave da promotoria, Jane Gibson, por muitas vezes entrou em conflito em seus depoimentos e alterava detalhes da história cada vez que a fazia depoimento. Frances Stevens Hall e seus dois irmãos tinham o motivo e os meios para o assassinato, mas não havia provas suficientes para condená-los.

## Vítimas

### Eleanor Reinhardt Mills
Eleanor Reinhardt foi casada com James E. Mills. Eles viviam no número 49 da Carman Street, em New Brunswick, New Jersey. James era sacristão na igreja episcopal St John the Evangelist Episcopal Church em New Brunswick e em tempo integral zelador Lord Stirling Elementary School na mesma cidade.  Eleanor e James tiveram dois filhos, Charlotte E. Mills (1906–1952) e Daniel Mills (1910–1992). Eleanor, James, e sua filha Charlotte foram enterrados no Van Liew Cemetery, em New Brunswick.

### Edward Wheeler Hall
Edward Wheeler Hall casou com Frances Stevens Noel em 20 de julho de 1911. Ele foi criado no Brooklyn, Nova Iorque, recebendo seu diploma teológico em Manhattan. Após a formatura, ele se mudou de Nova York para New Jersey. Edward estava vivendo na 23 Nichols Avenue, em New Brunswick, no momento do assassinato. Ele foi enterrado no Green-Wood Cemetery em Brooklyn.

## Suspeitos

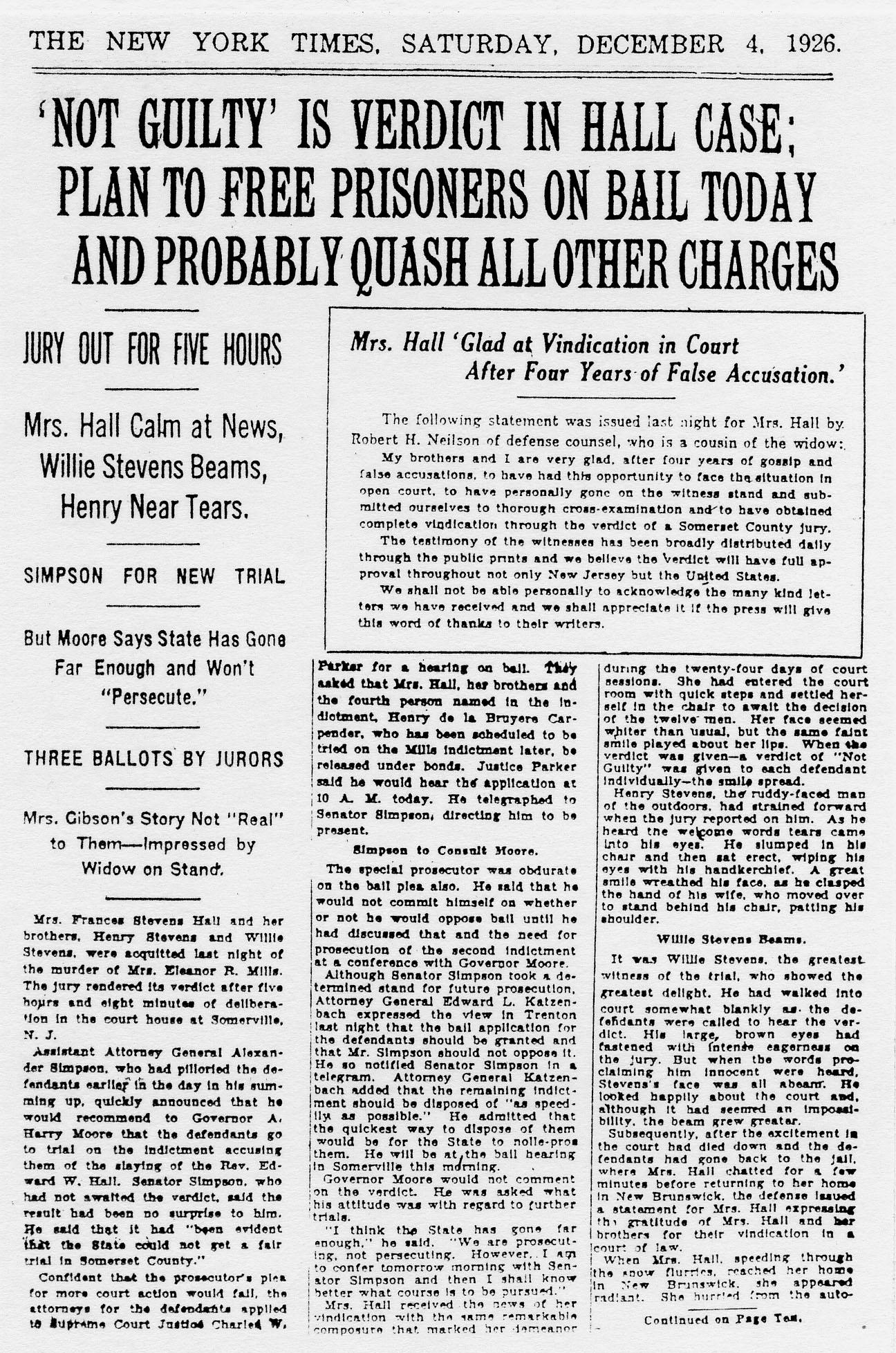
Capa do New York Times de 4 de dezembro de 1926.

### Henry de la Bruyere Carpender
Henry de la Bruyere Carpender (1882–1934) nasceu em 15 de maio de 1882 filho de John Neilson Carpender e Anna Neilson Kemp. Ele morava com sua esposa Mary Nielson na esquina da Suydam Street com a Avenida Nichol em New Brunswick. Henry era um primo de Frances Stevens Hall e seus irmãos, cuja mãe era uma Carpender. Ele trabalhava como um corretor de Wall Street. Embora fosse um suspeito inicial, ele nunca foi convocado para o julgamento principal. Ele morreu em 26 de maio de 1934, e foi sepultado no Elmwood Cemetery.

### Frances Noel Stevens Hall
Frances Stevens Noel nasceu em 13 de  junho de 1874 filha de Francisco Kerby Stevens (1840–1874) e Maria Noel Carpender (1840–1919). Frances e Edward se casaram em 20 de julho de 1911. Ela foi enterrada em 21 de dezembro de 1942, no Green-Wood Cemetery no Brooklyn, Nova Iorque com o marido. Segundo a acusação, ela havia instigado o assassinato do seu marido infiel. Sua casa foi mais tarde comprada pela Universidade Rutgers e usada como a residência do reitor da Douglass College. Ela era relacionado com muitas famílias ricas de New Brunswick, incluindo os Carpenders e Nielsons e, possivelmente, os Johnsons de Johnson & Johnson.

### Henry Hewgill Stevens
Henry Hewgill Stevens (1869–1939) nasceu em 10 de novembro de 1869. Casou-se com Ethel Griffin em 27 de junho de 1901. A promotoria alegou que ele disparou os tiros. Henry testemunhou que ele estava pescando quilômetros de distância do local do crime na noite do assassinato, e três testemunhas corroboraram o seu testemunho. Ele morreu de um ataque cardíaco em 3 de dezembro de 1939, em Lavallette, New Jersey.

### William Carpender Stevens
William Carpender Stevens (1872–1942) nasceu em 13 de março de 1872. Ele era dono de uma pistola .32  como a arma usada no assassinato. Segundo a acusação, ele forneceu a arma, e sua impressão digital foi encontrada em um cartão de visita deixado na cena do crime. Stevens era incapaz de manter um emprego e passou a maior parte de seu tempo na central do corpo de bombeiros local. Embora a síndrome ainda não havia sido descrita clinicamente durante sua vida, a personalidade excêntrica de Willie Stevens era consistente com a síndrome de Asperger, um transtorno do espectro do autismo; ele faleceu em 30 de dezembro de 1942. 

## Testemunha

### Jane Gibson
Jane Gibson (ca 1870–1930) e seu filho William viviam em um antigo celeiro convertido em casa nos arredores da cidade. Ela criava porcos, que lhe valeu os nomes "senhora porco" e "mulher porco" nas reportagens de alguns de jornais. Jane disse aos investigadores que seu cachorro estava latia muito lá pelas 9 horas da noite do assassinato. Ela foi averiguar o que era e viu um homem de pé em seu milharal. Ela montou sua mula e dirigiu-se pela Easton Avenue para aproximar-se do homem. Enquanto ela se aproximava dele, ela percebeu que não havia um, mas quatro pessoas que estavam perto de uma árvore de maçã de caranguejo. Jane ouviu tiros e uma das figuras caiu no chão. Ela testemunhou que ela ouviu uma mulher gritar "Não" por três vezes. Ela disse que virou a mula na direção oposta, ouviu mais tiros e quando ela olhou para trás  viu uma segunda pessoa cair. Ela também ouviu uma mulher gritar o nome de "Henry". Sua versão da história mudou a cada vez que ela relembrou os fatos. contou. com cada releitura. 

## Livros
- William Moses Kunstler; The Hall-Mills Murder Case: The Minister and the Choir Singer; ISBN 0-8135-0912-2
- Gerald Tomlinson; Fatal Tryst: Who Killed the Minister and the Choir Singer?; ISBN 0-917125-09-6
- William B. Brahms; Franklin Township Somerset County, New Jersey: A History; ISBN 0-9668586-0-3
- William B. Brahms; Images of America: Franklin Township (NJ): ISBN 0-7524-0938-7
- New York Times; February 8, 1930; page 9. "Mrs. Jane Gibson Dies From Cancer; Had Long Suffered From the Disease -- Known as 'Pig Woman' in Hall-Mills Case."
- New York Times; December 17, 1934; page 7. New Brunswick, New Jersey, December 16, 1934. "Willie Stevens ill. Defendant in Hall-Mills Trial Suffering From a Heart Ailment."
- [New York Times; December 5, 1939, page 10. Lavallette, New Jersey, December 4, 1939. Henry Stevens, who was one of the defendants in the Hall-Mills murder case, died of heart disease last night at his home here. His death came thirteen years to the day after a jury had found him not guilty.
- New York Times; December 20, 1942; page 47. New Brunswick, New Jersey, December 19, 1942. "Mrs. Frances Stevens Hall, one of the most dramatic figures in the unsolved Hall-Mills murder mystery, died at her home here this morning at the age of 68. She had been in poor health for some time and recently had suffered several heart attacks."
- New York Times; December 31, 1942; page 15. "Willie Stevens, 70, of Hall-Mills Case; Eccentric Figure of Murder Trial Dies in New Brunswick 11 Days After Sister Proved a firm witness. Last of 4 Members of Family Tried and Acquitted of Slaying of Rector and Choir Singer."
- New York Times; February 4, 1952, page 11. New Brunswick, New Jersey, February 3, 1952. "Miss Charlotte Mills, daughter of one of the victims in the sensational Hall-Mills murder case here in September, 1922, died on Friday in the Middlesex Nursing Home, in Metuchen, New Jersey."
- New York Times; November 9, 1965, page 43. Milltown, New Jersey, November 8, 1965. "James Mills, Husband of Victim In '22 Hall. Mills Slaying Dies; Wife and Pastor Were Shot in Lovers' Lane -- 3 Tried in 1926 and Cleared"